# Monte Lamington

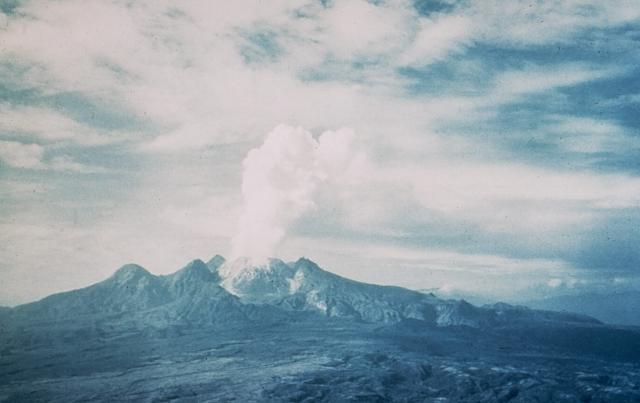
O Monte Lamington após a erupção de 1951.

O Monte Lamington é um estratovulcão andesítico situado na província de Oro na Papua-Nova Guiné. O seu cume florestado não foi reconhecido como um vulcão até à sua erupção devastadora em 1951, a qual causou a morte de aproximadamente 3 000 pessoas.
O vulcão ergue-se a 1 680 metros acima do nível da planície costeira para norte das montanhas Owen Stanley. No cume um complexo composto por domos de lava e restos da cratera ergue-se acima de uma base de depósitos vulcanoclásticos de baixo ângulo cortados por vales radiais. Um amplo "vale de avalancha" estende-se para norte desde a cratera rompida.
A montanha foi baptizada com o nome de Charles Cochrane-Baillie, segundo barão de Lamington, governador de Queensland.

## Erupção de 1951
O Monte Lamington entrou em erupção na noite de 18 de Janeiro de 1951. Três dias mais tarde ocorreu uma erupção violenta durante a qual uma grande porção da face norte da montanha explodiu dando origem a fluxos piroclásticos devastadores.

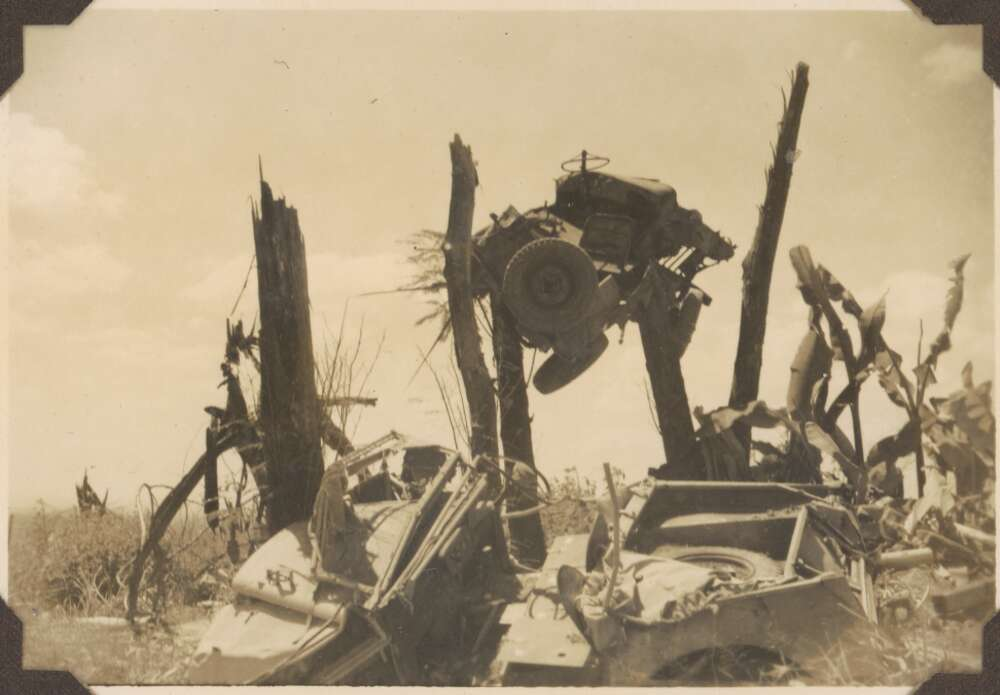
Devastação causada pela erupção de 1951.

A área de danos extremos estendeu-se por um raio de aproximadamente 12 km, enquanto que as pessos que se encontravam em Higaturu, a 14 km do vulcão, ou foram mortas pela explosão ou acabaram por morrer queimadas. Os fluxos piroclásticos e as erupções de poeira e cinzas subsequentes preencheram ribeiros e tanques, provocando a morte a cerca de 3 000 pessoas, além de danos materiais consideráveis.
As equipas de socorro que acudiram ao local viram a sua acção muito dificultada pela poeira de pedra-pomes e vapores sulfurosos sufocantes e pelas cinzas quentes que cobriam o terreno. O posto avançado de socorro situado em Popondetta esteve ameaçado de destruição por outras erupções durante vários dos dias seguintes. Nova crise de tremores de terra e explosões ocorreu durante o mês de Fevereiro. Já em 5 de Março ocorreu nova grande erupção que projectou grandes fragmentos do domo vulcânico a distâncias de até 3 km produzindo-se um fluxo de pedra-pomes e rochas com 14 km de extensão, tão quente que queimou todas as árvores que se encontravam no seu caminho.
O vulcanólogo e antigo militar australiano, George Taylor, estudou o vulcão durante o ciclo de erupções. Credita-se ao seu trabalho o salvamento de vidas humanas, pois forneceu informações às equipas de socorro sobre quando era seguro entrar na área. Por seus esforços foi condecorado com a George Cross.